# 拉甘日-雷斯图
拉甘日-雷斯图（法語：Laguinge-Restoue，法語發音：[laɡɛ̃ʒ ʁɛstu]）是法国大西洋比利牛斯省的一个市镇，属于奥洛龙-圣玛丽区。该市镇于1842年由原市镇拉甘日（Laguinge）和雷斯图（Restoue）合并而成。

## 地理
拉甘日-雷斯图（43°5'36"N, 0°51'56"W）面积6 平方千米，位于法国新阿基坦大区大西洋比利牛斯省，该省份为法国东南部省份，涵盖了贝阿恩与北巴斯克，西临大西洋比斯開灣，北至朗德省，东北接热尔省，东临上比利牛斯省，南与西班牙接壤。
与拉甘日-雷斯图接壤的市镇（或旧市镇、城区）包括：阿洛斯-锡巴斯-阿邦斯、奥镇、利尚斯-叙纳尔、利克-阿泰雷、蒙托里、塔尔代茨-索罗吕斯。
拉甘日-雷斯图的时区为UTC+01:00、UTC+02:00（夏令时）。

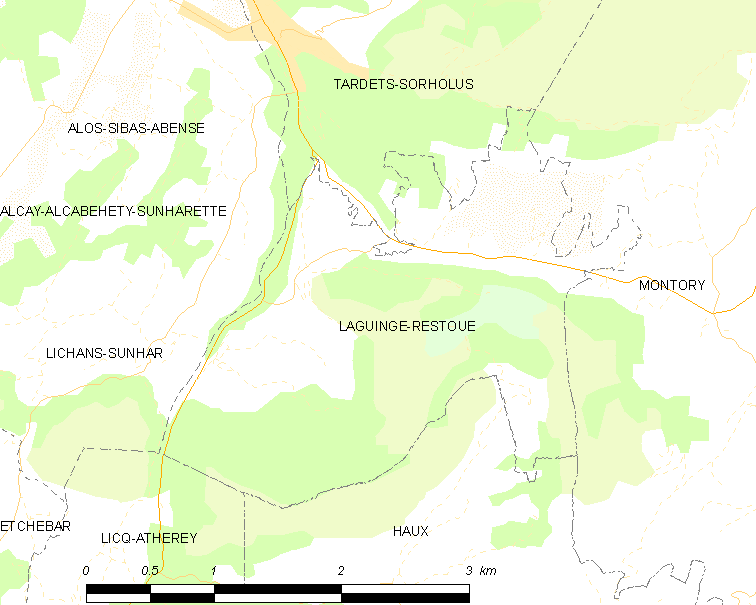
拉甘日-雷斯图的OSM定位图

## 行政
拉甘日-雷斯图的邮政编码为64470，INSEE市镇编码为64303。

## 政治
拉甘日-雷斯图所属的省级选区为巴斯克山地县。

## 人口

1962-2008年间拉甘日-雷斯图人口变化图示

拉甘日-雷斯图于2022年1月1日时的人口数量为155人。